# San Juan de Estancia
San Juan de Estancia är en ort i Mexiko.   Den ligger i kommunen Manlio Fabio Altamirano och delstaten Veracruz, i den sydöstra delen av landet, 290 km öster om huvudstaden Mexico City. San Juan de Estancia ligger 36 meter över havet och antalet invånare är 281.
Terrängen runt San Juan de Estancia är platt. Runt San Juan de Estancia är det ganska glesbefolkat, med 48 invånare per kvadratkilometer. Närmaste större samhälle är Las Amapolas, 14,3 km öster om San Juan de Estancia. Omgivningarna runt San Juan de Estancia är en mosaik av jordbruksmark och naturlig växtlighet.